# Ищар
 Тази статия е за акадската богиня.  За израелската певица вижте Ищар (певица).  
Ищар е акадска и вавилонска богиня, съответстваща на шумерската Инана/ Ининин. В образа за Ищар са вплетени черти и на други шумерски и хуритски богини, като Нину (Нино).
Ищар е богиня на плодородието, любовта и войната. Във Вавилонския пантеон тя е представена като божественото олицетворение на планетата Венера. Ищар се асоциира предимно със сексуалността и като закрилница на влюбените. Като богиня на любовта прелъстява любовниците си, но бързо им се насища и ги изоставя.
Едни от символите на Вавилон, запазени до наши дни, са Портата на Ищар и Улицата на процесиите, възстановка на които може да се види в Пергамския музей, Берлин.
Ищар е почитана като местно божество в много центрове в Южна и Северна Месопотамия - Акад, Арбела, Ниневия, Ашур, Ур, Урук и др. Във всички големи центрове Ищар е имала своите храмове. Открити са  голям брой статуетки , които я представят  гола със скръстени на гърдите ръце или държаща дете. По този начин изкуството отразява популярните представи, формирани за богинята. Заедно със Син - лунният бог и Шамаш - богът на слънцето, тя е третата фигура в триада, олицетворяваща трите големи природни сили - луна, слънце и земя, като жизнена сила - Ану, Бел (Енлил) и Еа  – небето, земята и водата – образуващи  илюстрация на същата тази тенденция.
В заклинания и химни, в митове и епоси, в оброчни надписи и  исторически анали, Ищар е призовавана като великата майка, господарка на земите,  облечена в блясък и сила -  олицетворение на самия живот.
Богиня на живота Ищар има два аспекта,тя ражда, наторява нивите, облича природата в радост и веселие, но също така отнема благоволението си и когато прави това, нивите изсъхват, а хората и животните престават да се размножават. На мястото на живота настъпват безплодие и смърт. Следователно тя е и мрачна богиня, едновременно жестока и разрушителна. При Асирийцте тя  е била призовавана като богиня на войната, битките и преследването. Инана фигурира в Списък на божества от шумеро-акадската митология. 

## Роднински връзки
Съществуват различни версии да роднинските връзки на Ищар.
- Баща: Ану, Нана/Син, Енлил или Ашур.
- Съпруг: Ану. Според други източници богинята няма съпруг, а само любовници. Младежката ѝ любов е Думузи.
- Брат: Шамаш[2]
- Деца: Смята се, че Ищар няма деца. В някои случаи за неин син се приема бог Шара.[4]

## Иконография
На староакадски цилиндричен печат на писаря Адда богинята е изобразена като крилата и въоръжена. На този печат фигурата с потоци вода и риба, стичащи се от раменете му, е идентифицирана като Еа (шумерският Енки), бог на подземните води и на мъдростта. Зад него стои Усиму, неговият везир (главен министър). Вляво от него е крилата богиня Ищар. На друг староакадски печат жрици с жертвена газела и съд стоят пред Инана/Ищар в рогата тиара и със стрели зад гърба ѝ. На един от новоасирийските печати също изобразено поклонение пред Ищар, където богинята е представена напълно въоръжена, стояща на лъв. Лъвът е свещеното животно на богинята. В ролята си на богиня на войната тя е изобразяана с лък в ръка на колесница, теглена от седем лъва.

## Митове
В Епос за Гилгамеш, богинята предложила любовта и покровителството си на знаменития герой Гилгамеш, но той отказал, знаейки злощастната участ на предишните ѝ възлюбени. Тогава Ищар, за да отмъсти на героя, се оплакала на баща си бог Ану и той изпратил страшния Небесен Бик. Но Гилгамеш, заедно с Енкиду, го убил.
Според друг мит Ищар, също като прототипа си Инана, слязла в подземния свят в желанието си да освободи своя любим Таммуз. В акадската версия на мита се разказва, че Ищар заплашила богинята на подземния свят Ерешкигал, че ако не я въведат в преизподнята, ще разруши портите и ще освободи мъртвите, които „ще разкъсат живите“. Ерешкигал оковала Ищар, а любовта на земята замряла. Бикът не се покачвал вече върху кравата, магарето не оплождало магарицата, никой младеж вече не се приближавал до девойка на улицата, мъжете и жените спели сами. Уплашени от настъпилата катастрофа, боговете принудили Ерешкигал да освободи Ищар, за да се възроди отново всичко.

## Галерия
- Звездата на Ищар. Детайл, 8-ми век пр.н.е. Музей на Древния Ориент, Истанбул, Турция.
- Въоръжената Ищар, стъпила на лъв. Теракотена плочка от старовавилонския период. Пергамски музей
- Портата на Ищар
- Улицата на процесиите, Вавилон